# David Murray
David Murray (n. 28 decembrie 1909, Edinburgh – d. 5 aprilie 1973) a fost un pilot scoțian de Formula 1 care a evoluat în Campionatul Mondial între anii 1950 și 1952.